# Zitadelle Vechta

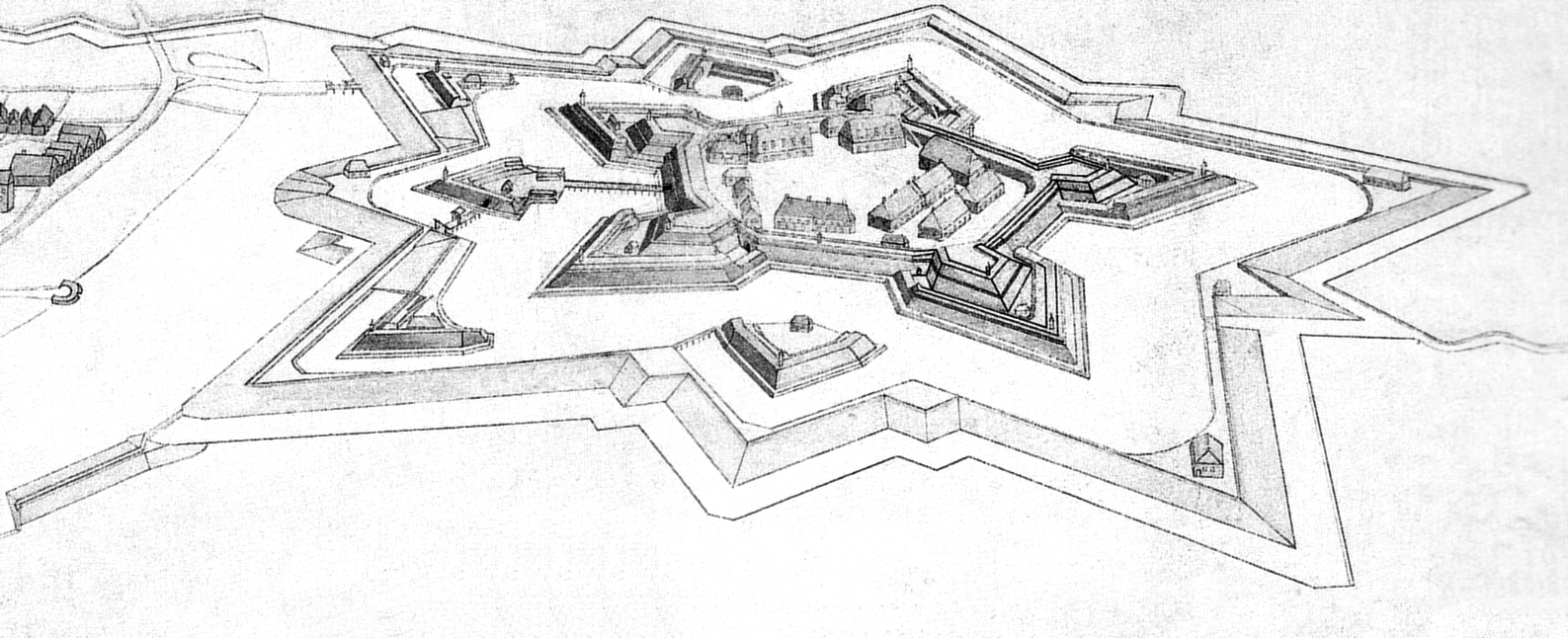
Vogelschau auf die Zitadelle, 1697

Die Zitadelle Vechta war eine ab 1666 in der Stadt Vechta errichtete und 1769 geschleifte Zitadelle. In den 1990er Jahren sind die früheren Befestigungsanlagen teilrekonstruiert worden und bilden heute das Gelände des Zitadellenparks mit verschiedenen kulturellen Einrichtungen, wie dem Museum im Zeughaus und dem Castrum Vechtense.

## Geschichte
Mit dem Bau der Zitadelle und Festung Vechta, die ursprünglich den Namen „Sancta Maria“ trug, begann der Münsteraner Fürstbischof Christoph Bernhard von Galen 1666. Der Bau wurde 1669 abgeschlossen. Die Zitadelle schützte den Westen der Stadt, der Osten wurde im Süden durch die Burg, im Norden durch einen großen Ravelion auf dem Gelände der aufgegebenen Vorstadt Klingenhagen gedeckt. Stadt und Zitadelle waren zusammen als Irregulärfestung durch Wälle, Gräben und Glacis gedeckt.
Der Hauptgrund für den Bau der Festung soll darin gelegen haben, dass nach dem Ende des Dreißigjährigen Krieges das Vorwärtsrücken der evangelischen Schweden und ihrer Verbündeten aus Richtung Bremen in die katholisch dominierten Teile Deutschlands über den auch als Heerweg nutzbaren Pickerweg habe verhindert werden sollen. Ab 1719 sei die Zitadelle ein münsterscher Außenposten gegen das Kurfürstentum Braunschweig-Lüneburg gewesen.
Am 8. August 1684 ereignete sich ein verheerender Stadtbrand, der nur wenige Gebäude verschonte. Infolgedessen wurde seitens des Militärs überlegt, die Stadt an anderer Stelle neu zu errichten, um ein freies Schussfeld um die Zitadelle zu erhalten. Nachdem sich die Bürger dagegen wehrten, kam es exakt ein Jahr nach dem Brand zu einem Kompromiss: Die Gebäude westlich der Hauptstraße bis zum Marktplatz wurden nicht wieder aufgebaut, bereits aufgebaute wurden entfernt. Bischof Christoph Bernhard von Galen ordnete für die Bewohner den Neubau von Häusern weiter östlich im Bereich Klingenhagen an. Dies bildete ein freies Schussfeld für die jetzt allein als Festung stehende Zitadelle. Der Festungsring wurde um diese komplett geschlossen, die Zitadelle war nun in eine Regularfestung umgewandelt.

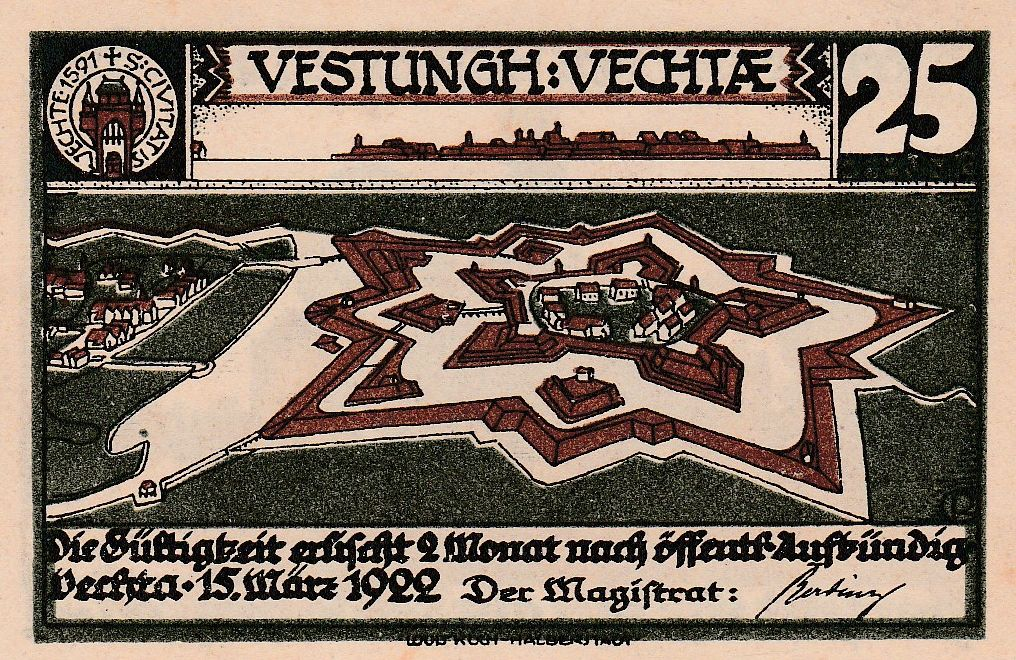
Ein Notgeldschein aus dem Jahr 1922

Die Stadt dagegen wurde vollständig „raisiert“, alle Befestigungen und Anlagen, die sich ein Feind zu Nutzen machen konnte, wurden entfernt. In diesem Zuge wurde auch die Burg abgerissen, die Steine des massiven Burgturms wurden zum Bau der Kasematten unter den Kurtinen und Bastionen der Zitadelle verwendet.
Die Festung wurde nach einem von dem holländischen Festungsbaumeister Henrick Ruse und dem französischen Festungsbaumeister Sébastien Le Prêtre de Vauban entwickelten System in altniederländischer Manier erbaut und bestand mit den Bastionen St. Paulus, Christoph Bernhard, Maximilian, Ferdinant und Friedrich Christian aus einem regelmäßigen Fünfeck. Die Bastionen sind nach den Bistumsheiligen sowie den am Bau beteiligten Bischöfen benannt.
Die über 30 Hektar große Anlage mit einem Durchmesser von 700 Metern konnte in Friedenszeiten 200 Soldaten mit ihren Familien und in Kriegszeiten 800 Soldaten Unterkunft bieten. Die Zitadelle hatte damit die gleiche räumliche Ausdehnung wie die damalige Stadt Vechta selbst. In Kriegszeiten hatte sie sogar die gleiche Einwohnerzahl (um 1700 rund 1.100 Personen). Neben der Verteidigungsfunktion für das Hochstift Münster stellte sie durch ihre Polizeiaufgaben auch die innere Sicherheit und Ordnung sicher.
Mit ihren Versorgungseinrichtungen wie Bäckerei, Brauerei, Werkstätten, Krankenhaus, Kapelle, Gefängnis, Verwaltung und Wohnheiten, diversen Speichern und Magazinen bildete sie eine eigene „kleine Stadt“ (ital.: cita della) – eine Festungsstadt.

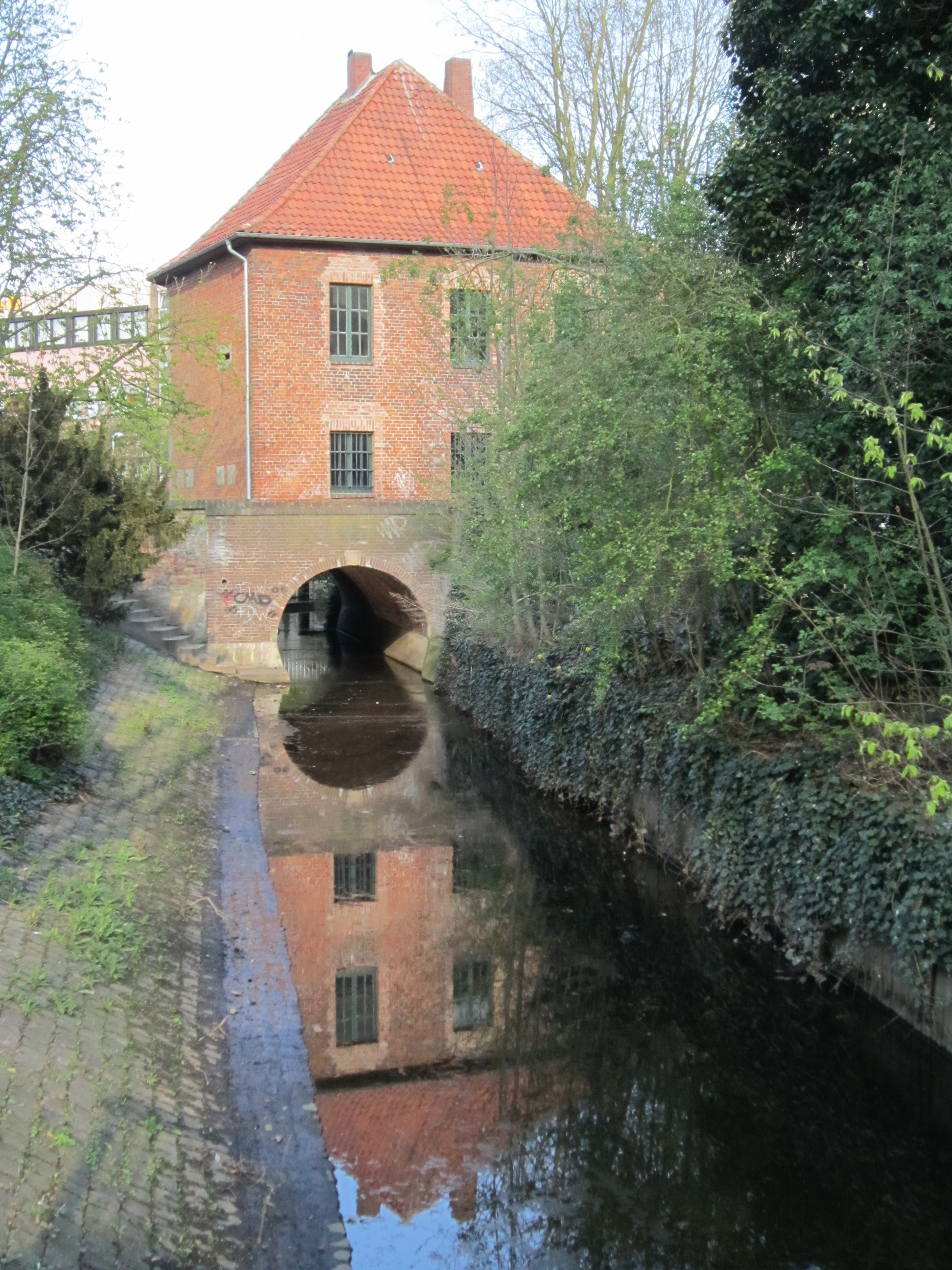
Kaponier über dem Moorbach

Während des Siebenjährigen Kriegs wurde sie im Jahr 1758 erstmals belagert. Da sie militärisch nicht mehr erfolgreich zu verteidigen war, wurde sie kampflos an die preußisch-kurhannoverschen Streitkräfte übergeben.
1769 wurde die Zitadelle geschleift. Von der Zitadelle blieben das Zeughaus und das Kaponier erhalten. Die restliche Fläche der Festung wurde nach 1769 vorerst in Gartenland umgewandelt.
Das Gulfhaus auf dem Gelände der Zitadelle Vechta ist in einem für die Region untypischen friesischen Stil errichtet. Ein ostfriesischer Strafgefangener der JVA Vechta, Zimmermann von Beruf, erstellte 1886 die Holzkonstruktion während seiner Haftzeit, um sie nach der Entlassung in die Heimat zu transportieren und durch einen Wohnteil zu vervollständigen. Doch der Häftling verstarb während seiner Haftzeit in Vechta, wodurch das Gebäude auf dem Zitadellengelände verblieb und als anstaltseigenes Stallgebäude diente. Heute gehört das Gebäude gemeinsam mit einem benachbarten Neubau als „GulfHaus“ zur Stadtverwaltung Vechta und wird als Jugend- und Kulturzentrum betrieben.

## Rekonstruktionen

### Zitadelle und Zitadellenpark
Nach umfangreichen archäologischen Ausgrabungen in den Jahren 1987 bis 1991 ist auf dem Gelände der Zitadelle Vechta ein Park als Teilrekonstruktion der alten Festung mit der kompletten Friedrich-Christian-Bastion und der halben Maximilian-Bastion errichtet worden. Das Gelände des Zitadellenparks und des Zitadellenplatzes vor dem Zeughaus umfassen insgesamt 22 Hektar. Auf dem frei zugänglichen Freigelände befinden sich mehrere Gärten, darunter ein Rosengarten mit einem offenen barocken Pavillon. Die Teilrekonstruktion wird nach Norden und nach Westen durch Wassergräben begrenzt, die von einer 2 km langen Allee mit Radweg begleitet werden. Im Osten wird das Parkgelände durch die Bahnstrecke Delmenhorst–Hesepe begrenzt, die seit dem Frühjahr 2018 über eine Brücke für Fußgänger und Radfahrer überquert werden kann. Die Brücke kann direkt vom Zitadellenpark aus über eine Treppe und einen Aufzug barrierefrei erreicht werden.
Der östlich der Bahnlinie liegende Teil der ehemaligen Zitadelle steht für Rekonstruktionszwecke nicht zur Verfügung; daher konnte das Kaponier als zweiter erhalten gebliebener Bau der Zitadelle nicht in den rekonstruierten Komplex einbezogen werden.

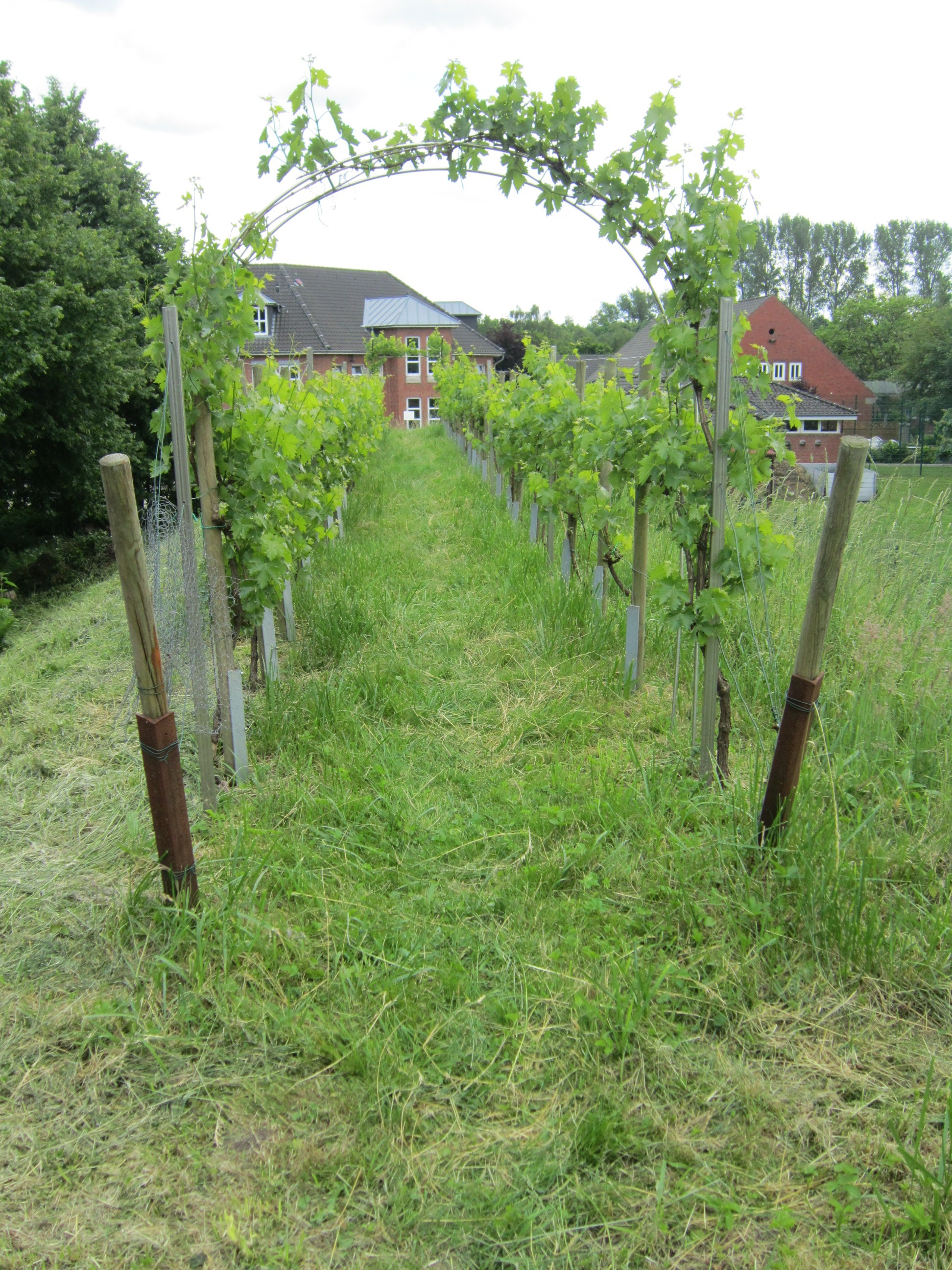
Weinberg auf dem Zitadellengraben hinter dem Zeughaus

Der Friedhof auf dem Zitadellengelände wurde erst nach dem Abriss der Garnisonkirche im Jahr 1772 angelegt. Das Gulfhaus, ein neben dem Zeughaus gelegenes Jugendzentrum, wurde erst 1989 bis 1991 errichtet. Auch die auf der anderen Seite des Zeughauses gelegenen Strafvollzugseinrichtungen wurden erst nach der Schleifung der Zitadelle erbaut. Dies alles zeigt, dass auch westlich der Bahnlinie nur Teilrekonstruktionen der Zitadelle möglich waren.
2006 ist auf dem Wall vor dem Zitadellengraben hinter dem Zeughaus ein Weinberg angelegt worden. Auf diesem reifen Muskatellertrauben, die von Vechtas ungarischer Partnerstadt Jászberény gestiftet wurden.
2016 stellte die Stadt ein LEADER-Projekt mit dem offiziellen Titel „Erläuterung der historischen Parkanalage Zitadelle Vechta – Touristische und Pädagogische Inwertsetzung“ vor. Begründet wurde das Projekt damit, dass es „[i]m Zitadellenpark Vechta […] bisher an Erklärungen und Informationen über die historische Bedeutung der weitläufigen Anlage [fehlt], die sich Besucher und Schulklassen außerhalb geführter Wanderungen durch das Museum selbst erarbeiten können.“ Die Umsetzung des Projekts besteht darin, dass über das Gelände verstreut Eisenfiguren aufgestellt wurden, die Szenen des soldatischen Lebens darstellen. „Die Figuren sollen ein verbindendes Element zwischen den bisher isoliert für sich stehenden Museumsbereichen ‚Museum im Zeughaus‘, dem ‚Zitadellenpark‘ und dem ‚Castrum Vechtense‘ darstellen.“
Für 2018 beantragte der Landkreis Vechta Mittel aus der LEADER-Förderung der Europäischen Union für die Aufstellung von 50 „Waldsofas“ im gesamten Landkreis. Der Antrag wurde zuschlägig beschieden, so dass die Stadt Vechta, wie alle anderen Städte und Gemeinden des Landkreises, fünf Waldsofas aufstellen konnte. Zwei davon befinden sich im Zitadellenpark Vechta.
2022 wurden neue Lichtkörper im Zitadellenpark aufgestellt und eine solide Holzbrücke zur Garteninsel des Castrums errichtet.

### Castrum Vechtense
Auf drei inzwischen fertiggestellten Inseln wird seit dem Jahre 2012 die Burg Vechta im Stile einer Befestigungsanlage des 11. Jahrhunderts als Castrum Vechtense rekonstruiert. Diese Inseln sind im Nordosten des Zitadellenparks unmittelbar westlich der Bahnstrecke Delmenhorst–Hesepe angelegt worden. Der erste Bauabschnitt wurde am 28. September 2013 mit der Einweihung des 13 Meter hohen, aus 48 Kubikmetern rohem Eichenholz bestehenden Burgturms abgeschlossen.
Der Standort des Castrum Vechtense auf dem Gelände der ehemaligen Zitadelle entspricht nicht der ursprünglichen Lage der Burg, die sich bis zum späten 17. Jahrhundert auf dem heutigen Gelände des Amtsgerichts, des Niels-Stensen-Hauses (des ehemaligen Kreisamts) und der Klosterkirche befand.

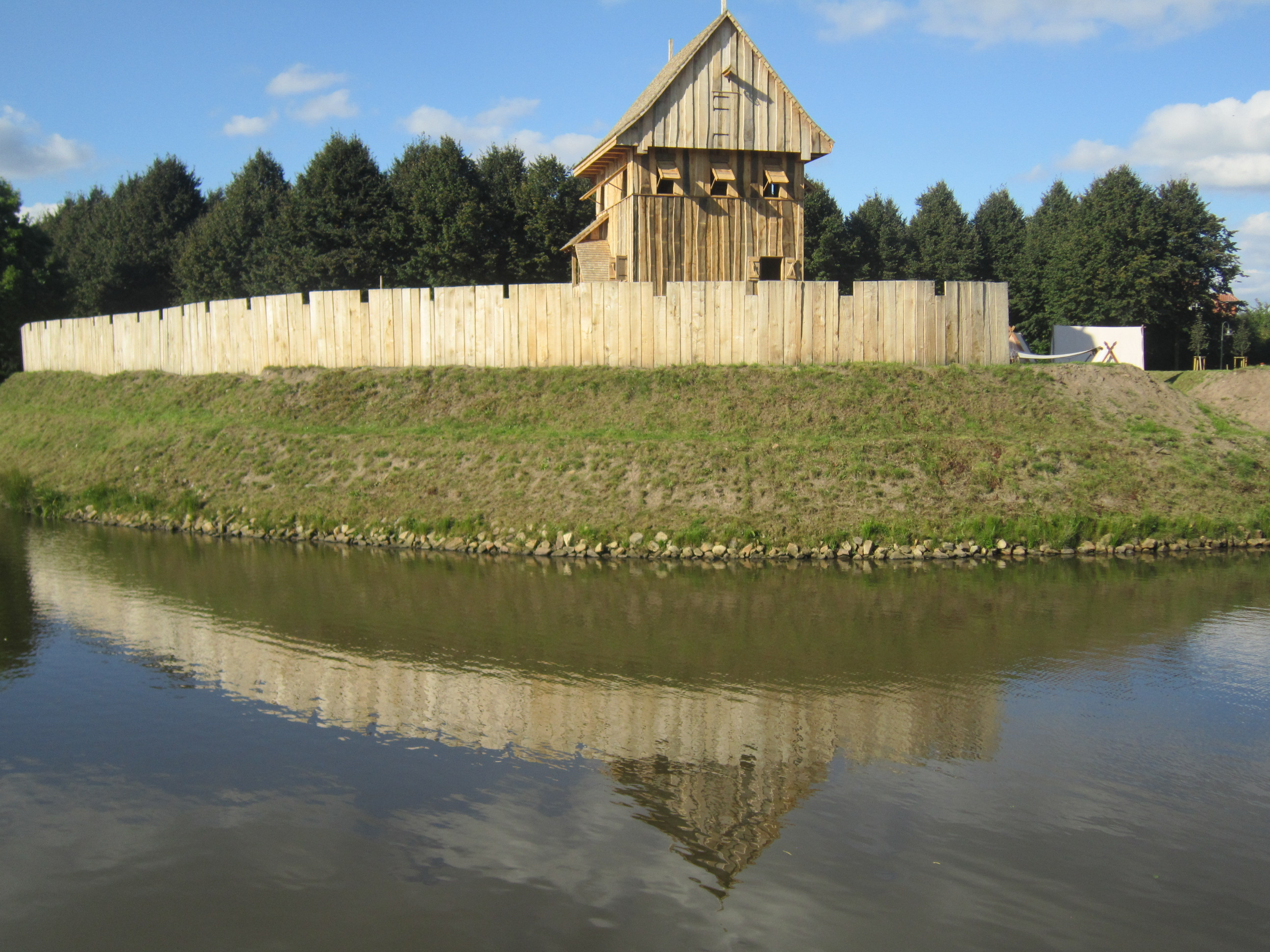
Castrum Vechtense
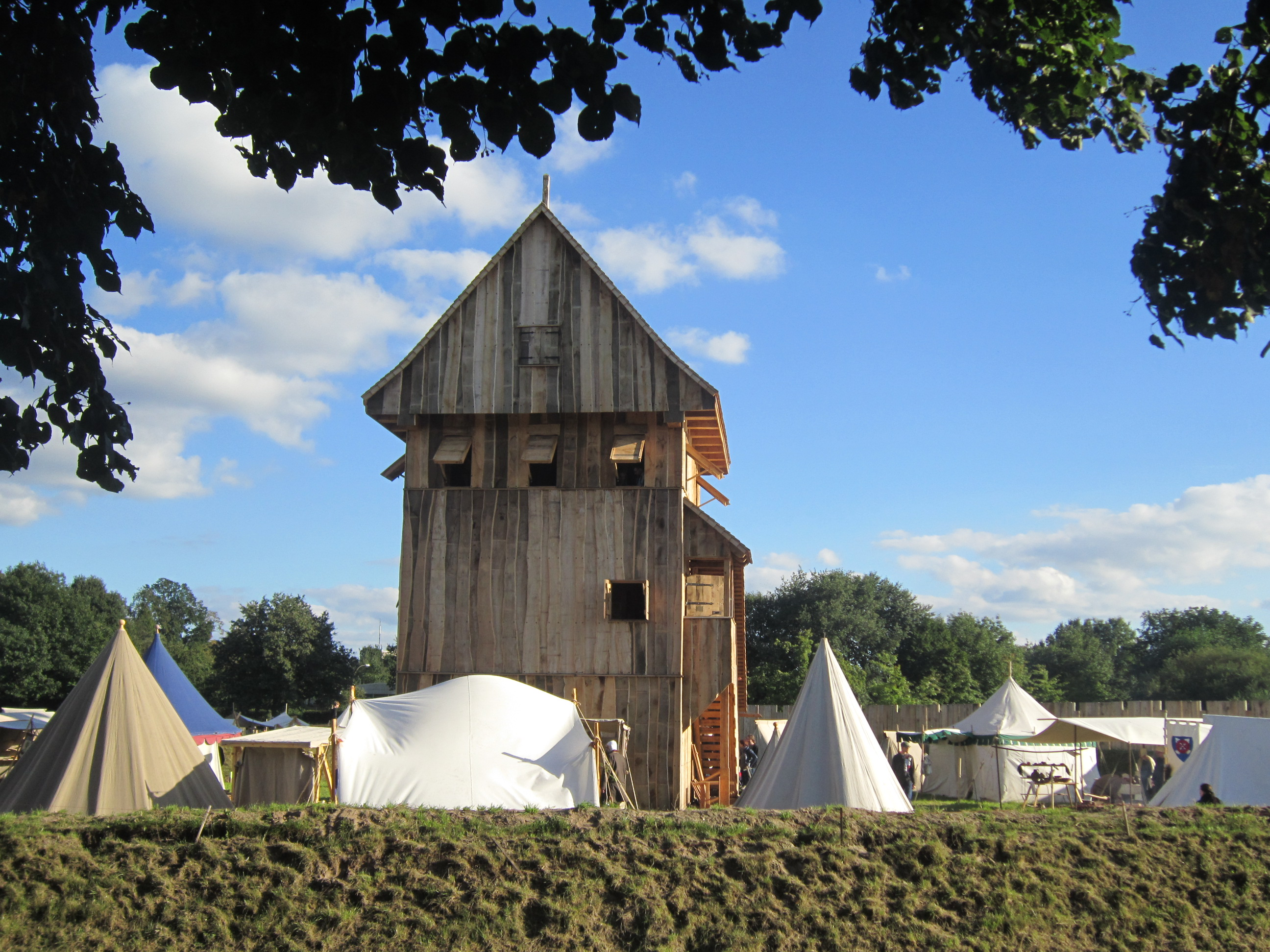
Burgturm des Castrum Vechtense am Tag der Einweihung (28. September 2013)
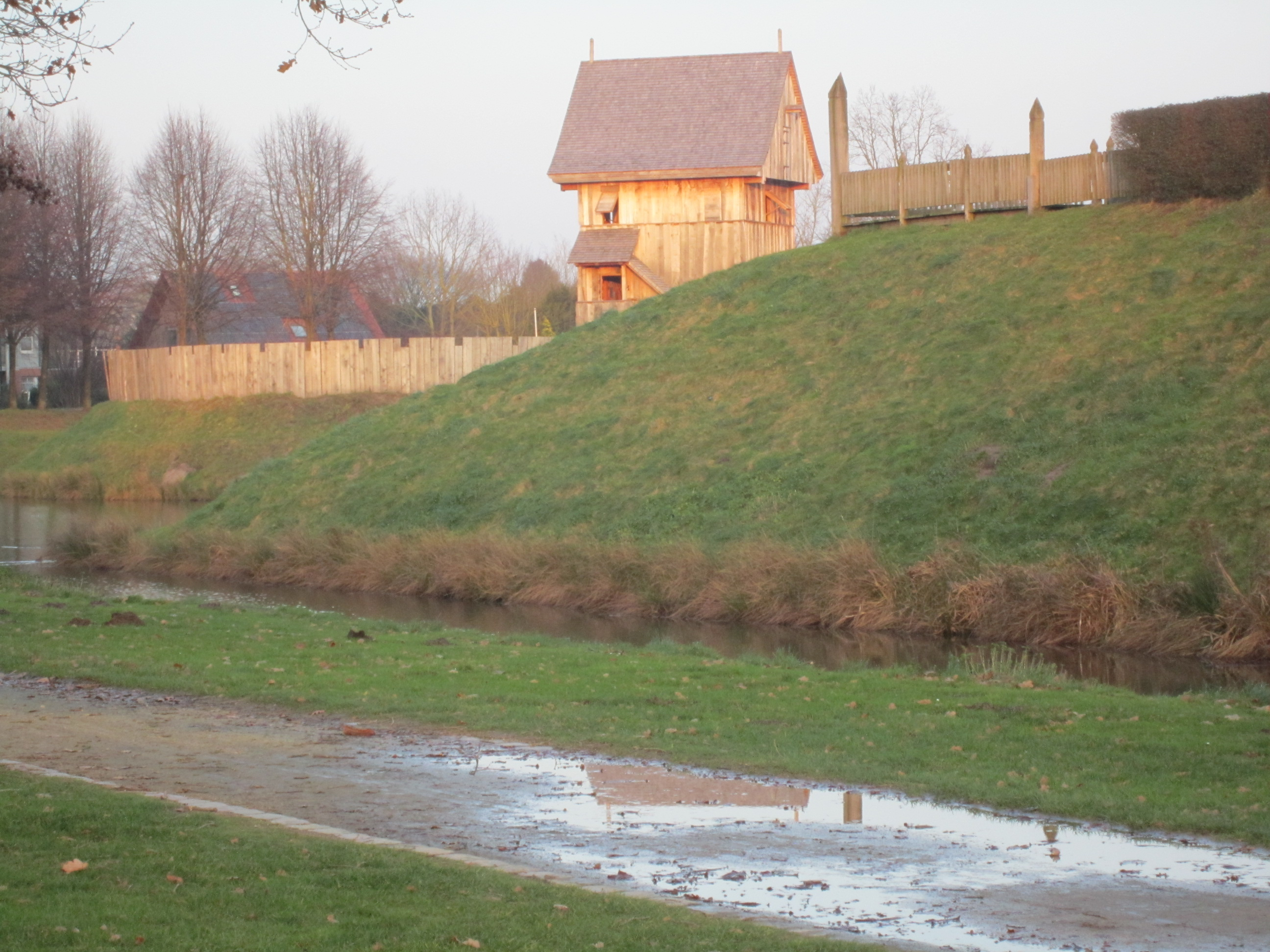
Das Castrum Vechtense hinter der Friedrich-Christian-Bastion

## Veranstaltungen

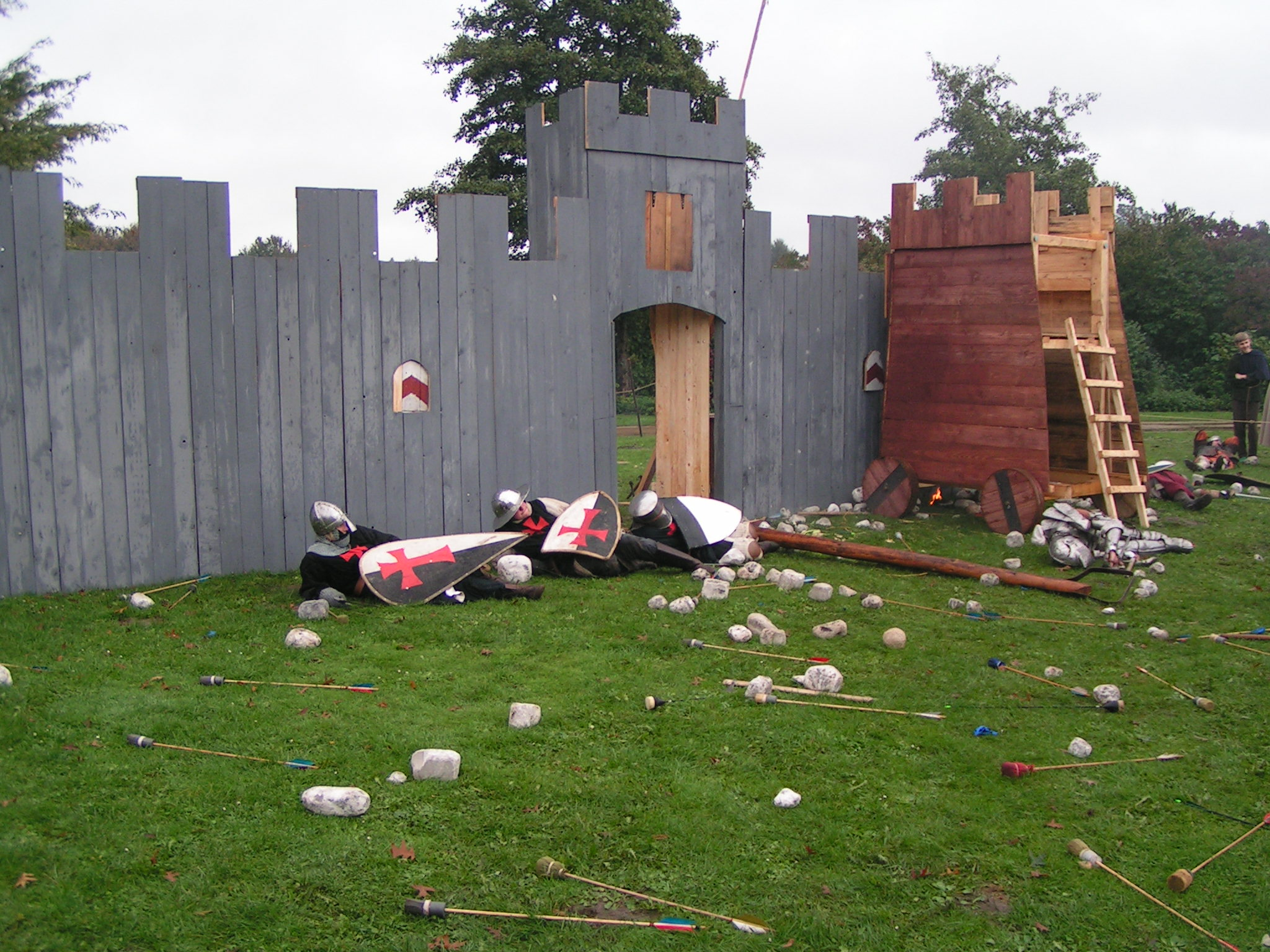
Burgmannen-Tage – Ende einer „Schlacht“ (2007)

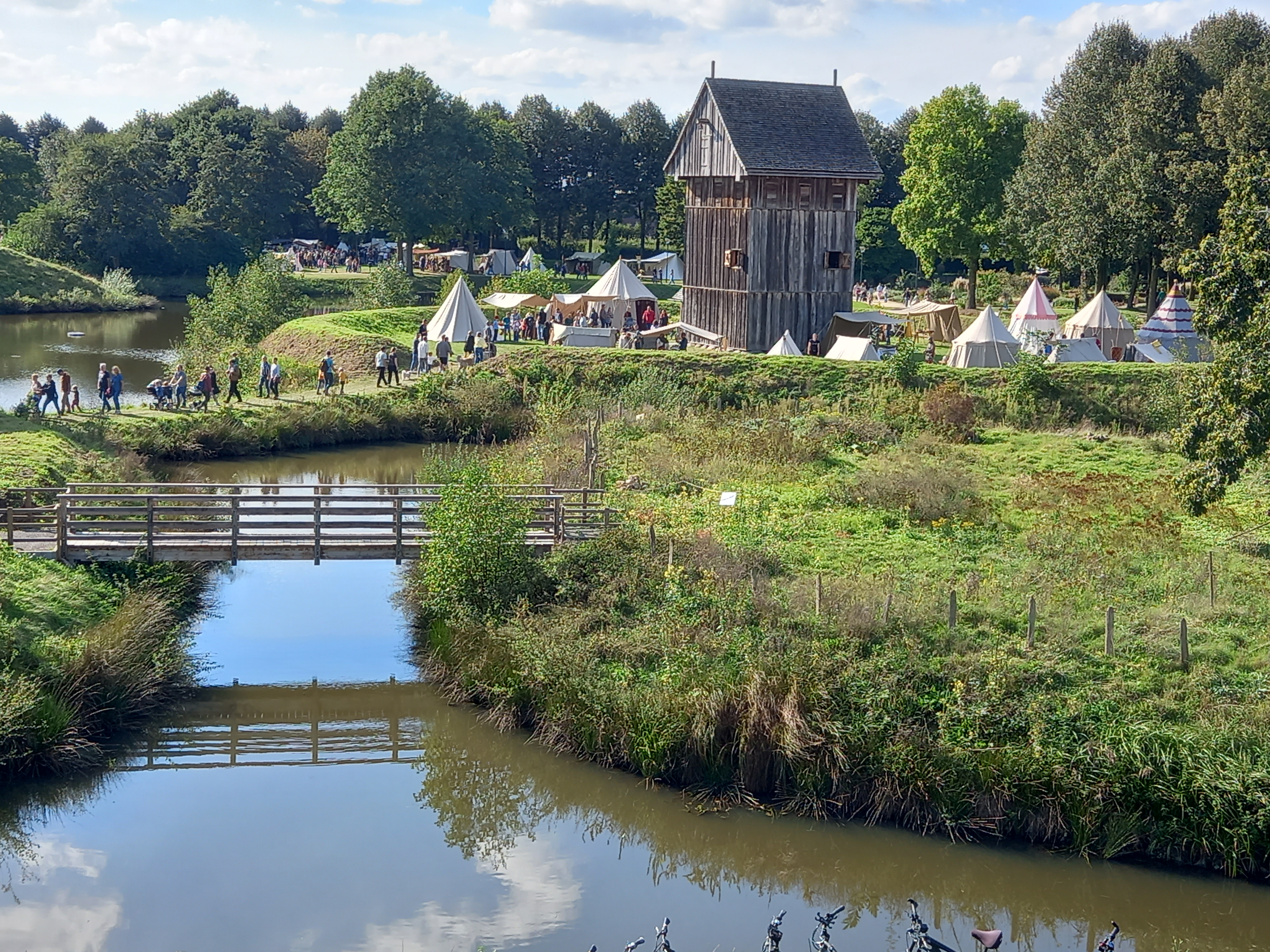
Burgmannentage 2023

Das Zentrum für Experimentelles Mittelalter, das an das Museum im Zeughaus angegliedert ist, organisiert im Zitadellenpark neben anderen Veranstaltungen jeweils am letzten Wochenende im September die Vechtaer Burgmannen-Tage, ein mittelalterliches Spektakel mit Ritterkämpfern, Mittelaltermarkt und vielen Mitmach-Angeboten – bei freiem Eintritt. Am Wochenende des 1. Advents findet beim Zeughaus ein mittelalterlicher Barbaramarkt statt.
Darüber hinaus finden jedes Jahr auf dem Zitadellengelände die Landpartie „StadtgARTen“ (Anfang Juni) und das Weinfest (Anfang September) statt.

## Galerie

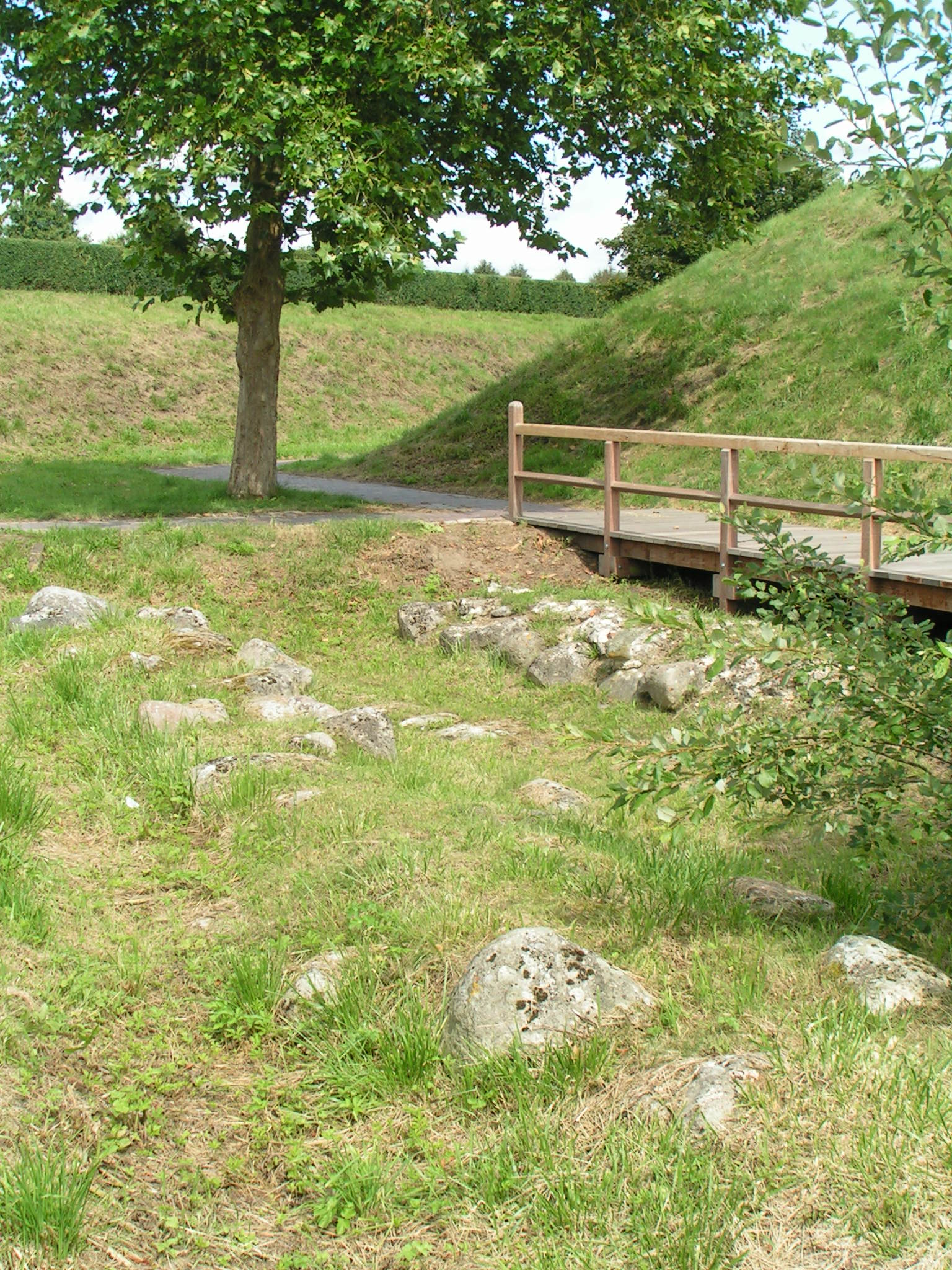
Grundsteine der Zitadelle in der Bastion
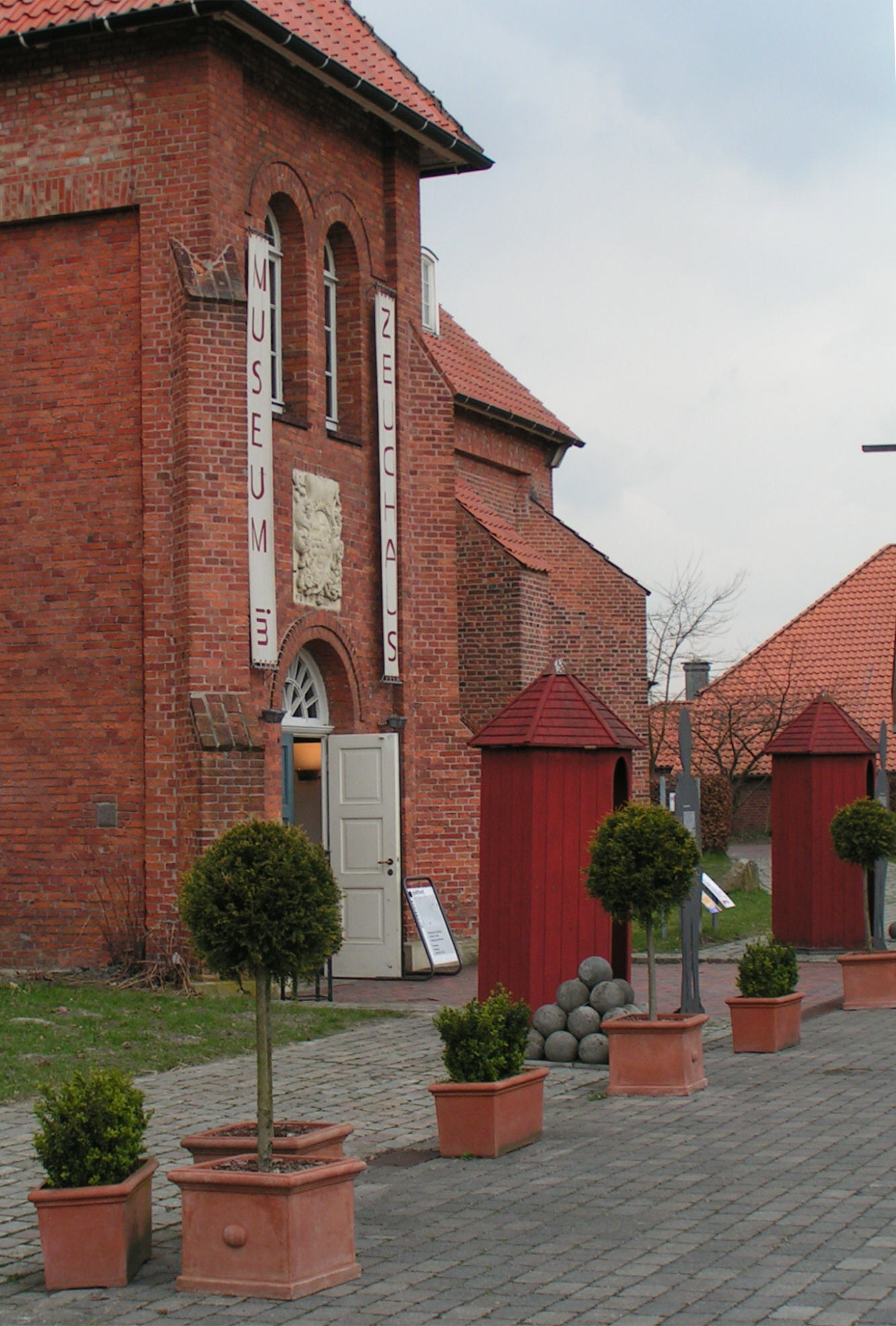
Museum im Zeughaus Vechta
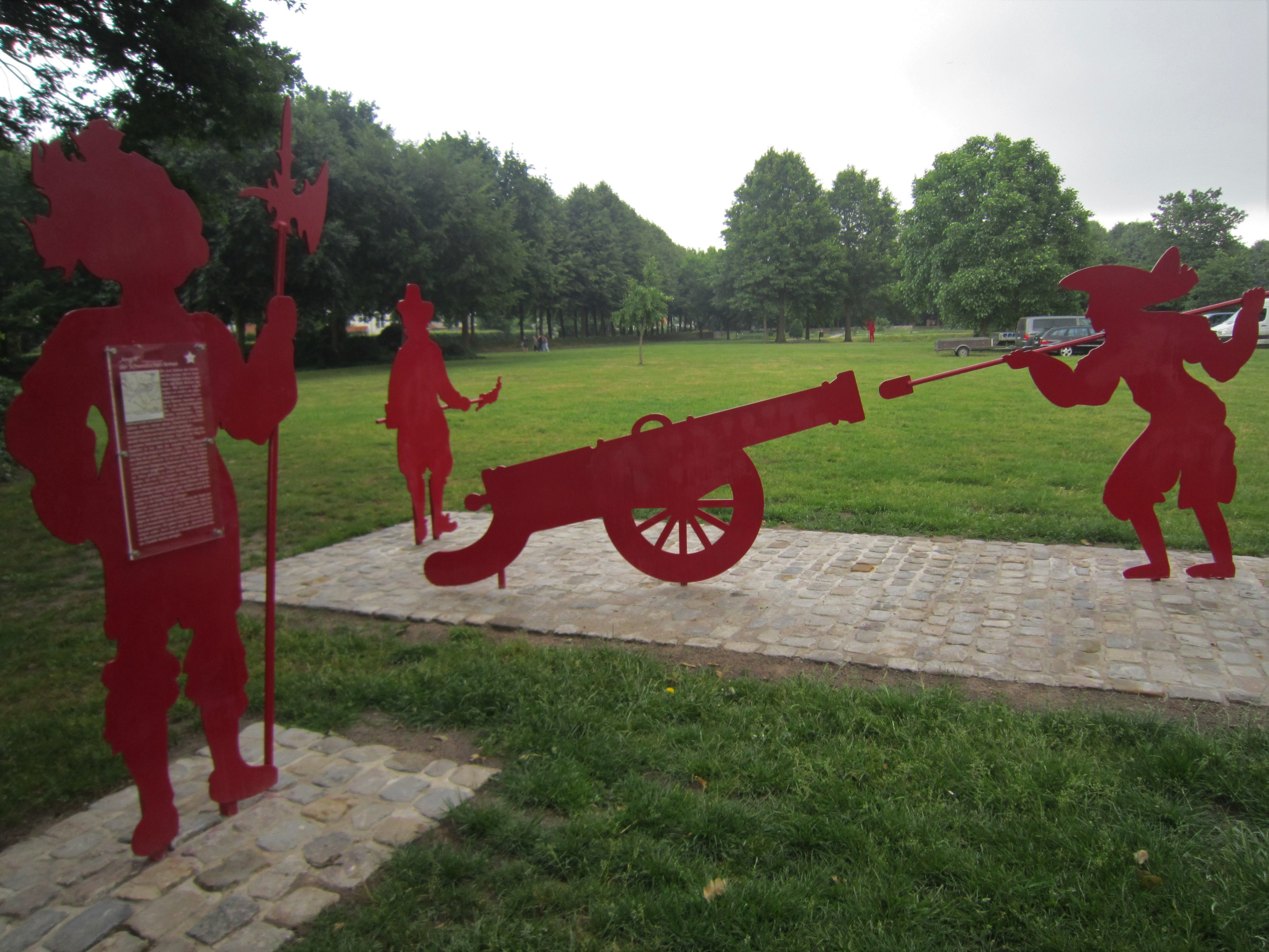
Darstellung einer nie eingetretenen Lage: Beschuss der Zitadelle durch Schweden
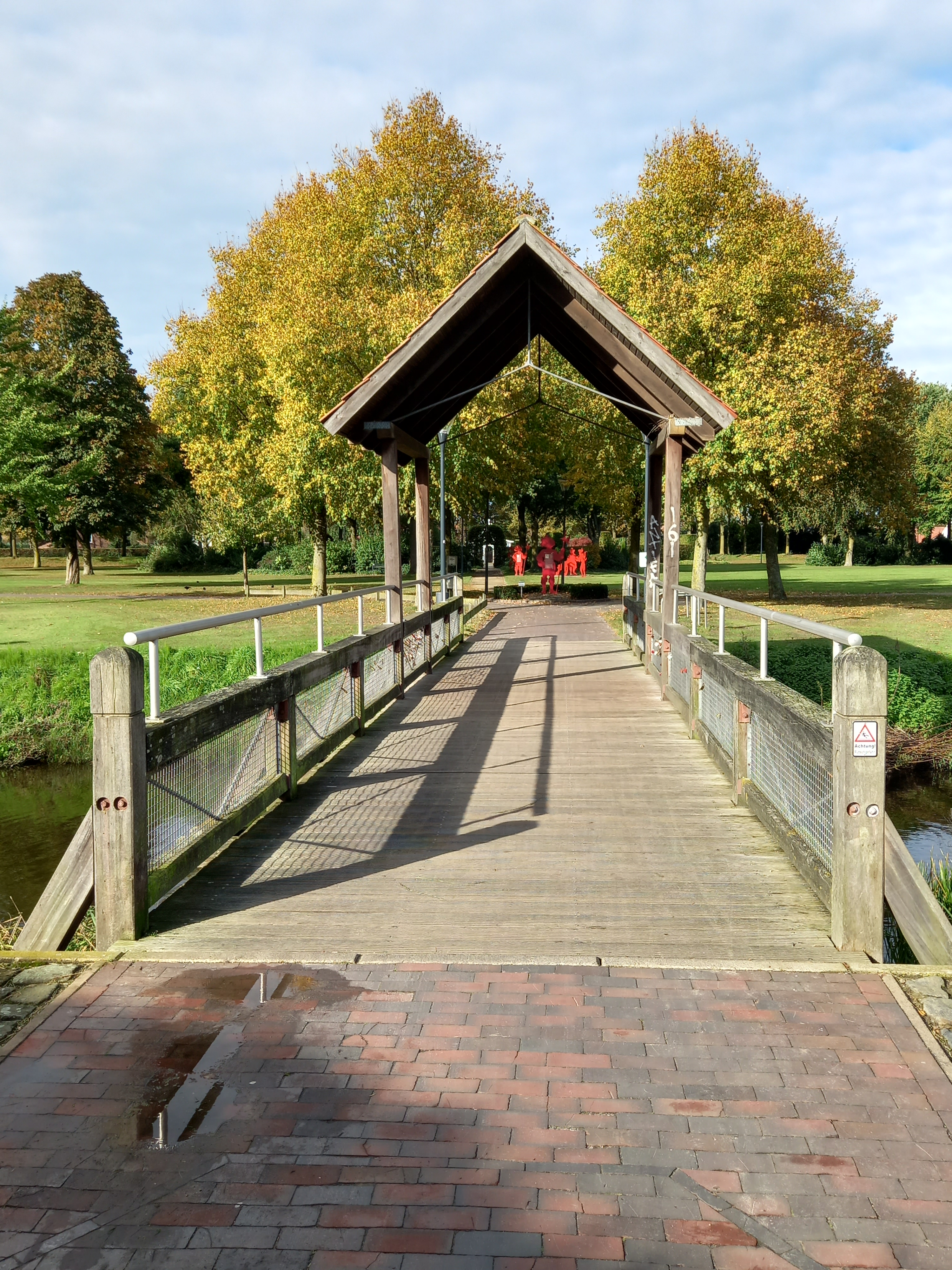
Östlicher Eingang in den Zitadellenpark